# Bemlos spinicarpus
Bemlos spinicarpus is een vlokreeftensoort uit de familie van de Aoridae. De wetenschappelijke naam van de soort is voor het eerst geldig gepubliceerd in 1912 door Pearse.